# خوان لوئیس مورا (زاده ۱۹۷۳)
خوان لوئیس مورا (انگلیسی: Juan Luis Mora؛ زادهٔ ۱۲ ژوئیهٔ ۱۹۷۳) بازیکن فوتبال اهل اسپانیا است.
از باشگاه‌هایی که در آن بازی کرده‌است می‌توان به باشگاه فوتبال اسپانیول، باشگاه فوتبال لوانته، باشگاه فوتبال رئال اویدو، باشگاه فوتبال خرز، و باشگاه فوتبال والنسیا اشاره کرد.
وی همچنین در تیم‌های ملی فوتبال زیر ۲۱ سال اسپانیا و زیر ۲۳ سال اسپانیا بازی کرده‌است.